# Йозеф Роземаєр
Йозеф Роземаєр (нім. Josef Rosemeyer; 13 березня 1872, Ленінген — 1 грудня 1919, Кельн) — німецький спортсмен, винахідник та підприємець. Дядько Бернда Роземаєра.

## Спортивна кар'єра
Йозеф Роземаєр привернув до себе увагу у 1895 році, коли на різноманітних німецьких трекових велоперегонах отримав три перших, два других та чотири третіх місць. У рейтингу аматорів він посів 23 місце та був запрошений до участі у Чемпіонаті світу з трекових велоперегонів 1895 року. Але він не зміг добитися успіху у цьому турнірі.
Йозеф Роземаєр був одним з п'яти німецьких велоспортсменів бравших участь у Літніх Олімпійських іграх 1896 року. Перші перегони в яких він брав участь відбулися 8 квітня, це був заїзд на 100 кілометрів. Спортсмен був вимушений припинити виступ після двох кілометрів через проблеми з його велосипедом. Через три дні відбулися перегони одразу у трьох дисциплінах, Роземаєр брав участь у всіх. У гіті на 333,3 метра він посів останнє, восьме, місце з результатом 27,2 секунди. У спринті на два кілометра він лідирував, але згодом був вимушений припинити участь через технічну несправність. У перегонах на 10 кілометрів він зайняв четверте місце серед шести учасників.

## Винахідник та підприємець
Батько Йозефа Роземаєра був власником слюсарного магазина у Лінгені. Після смерті батька у 1889 році, він як старший серед семи синів, продовжив справу. В асортименті магазину з'явилися велосипеди, а згодом й мотоцикли. Сам Йозеф був одним з перших власників мотоциклу у Ленінгені. Починаючи з 1897 року почав виготовляти велосипеди під власною маркою «Rex». Крім того він був засновником «Велоспортивного клубу Ленінгена», та побудував велосипедну доріжку довжиною 333,3 метра.
Йозеф Роземаєр винайшов електричну газосвітну лампу в 1897 році, яку він запатентував наступного року. Він залишив сімейний бізнес у 1899 році, а у 1900 заснував фірму «Regina-Bogenlampen-Fabrik» у Кельні. Через десять років компанія, яка тепер називалася «Regina Elektrizitäts-GmbH Köln-Sülz», мала 300 працівників, а обсяг продажу складав 1,5 мільйонів марок. Пізніше компанія була закрита через зниження попиту на лампи її виробництва. Сам Роземаєр приєднався до Спостережної ради компанії «Elektra Stahldraht-Fabrik». У 1912 році, вже як директор компанії він запропонував будівництво каналу Рейн-Море, який повинен був з'єднати Рейн з німецьким узбережжям Північного моря. Але цей проект не мав успіху. Протягом декількох років він був головою «Об'єднання інженерів Кельну».
Йозеф Роземаєр помер 1 грудня 1919 року від наслідків аварії. Похований на Мелатському цвинтарі Кельну. Батьківська фірму у Лінгені дісталася брату, Вільгельму Роземаєру, батьку відомого гонщика Бернда Роземаєра.

## Твори Роземаєра
- Dauerbrand-Bogenlampen. Eine leicht fassliche Betrachtung über Bogenlampen im allgemeinen und Dauerbrandlampen mit langer Brenndauer im besonderen, sowie deren Verhältnisse zueinander. Leipzig 1899
- Der Rhein-See-Kanal. Köln 1912.
- Der Rheinseekanal. Vorschläge üb. d. besten Ausführungsmöglichkeiten, erwachsende Kosten sowie über die Vorteile dieser Seewasserstraße. Köln 1914
- Der beste Weg zur Sicherung und Ausdehnung unseres Welthandels. Berlin 1917